# Ferenc Kölcsey
Dans le nom hongrois Kölcsey Ferenc, le nom de famille précède le prénom, mais cet article utilise l’ordre habituel en français Ferenc Kölcsey, où le prénom précède le nom.
Ferenc Kölcsey [ˈkøl.tʃɛ.i], né en 1790 à Săuca et mort en 1838, est un poète, critique littéraire et commentateur politique hongrois. Il écrivit la prière qui sert de paroles à l'hymne national de la Hongrie (réalisé en 1823) : « Seigneur, bénis les Hongrois ».